# ГЕС Тедорігава II
ГЕС Тедорігава II (手取川第二発電所) – гідроелектростанція в Японії на острові Хонсю. Знаходячись між ГЕС Тедорігава (вище по течії) та ГЕС Тедорігава III (30 МВт), входить до складу каскаду на річці Тедорі, яка впадає до Японського моря дещо північніше за місто Комацу. 

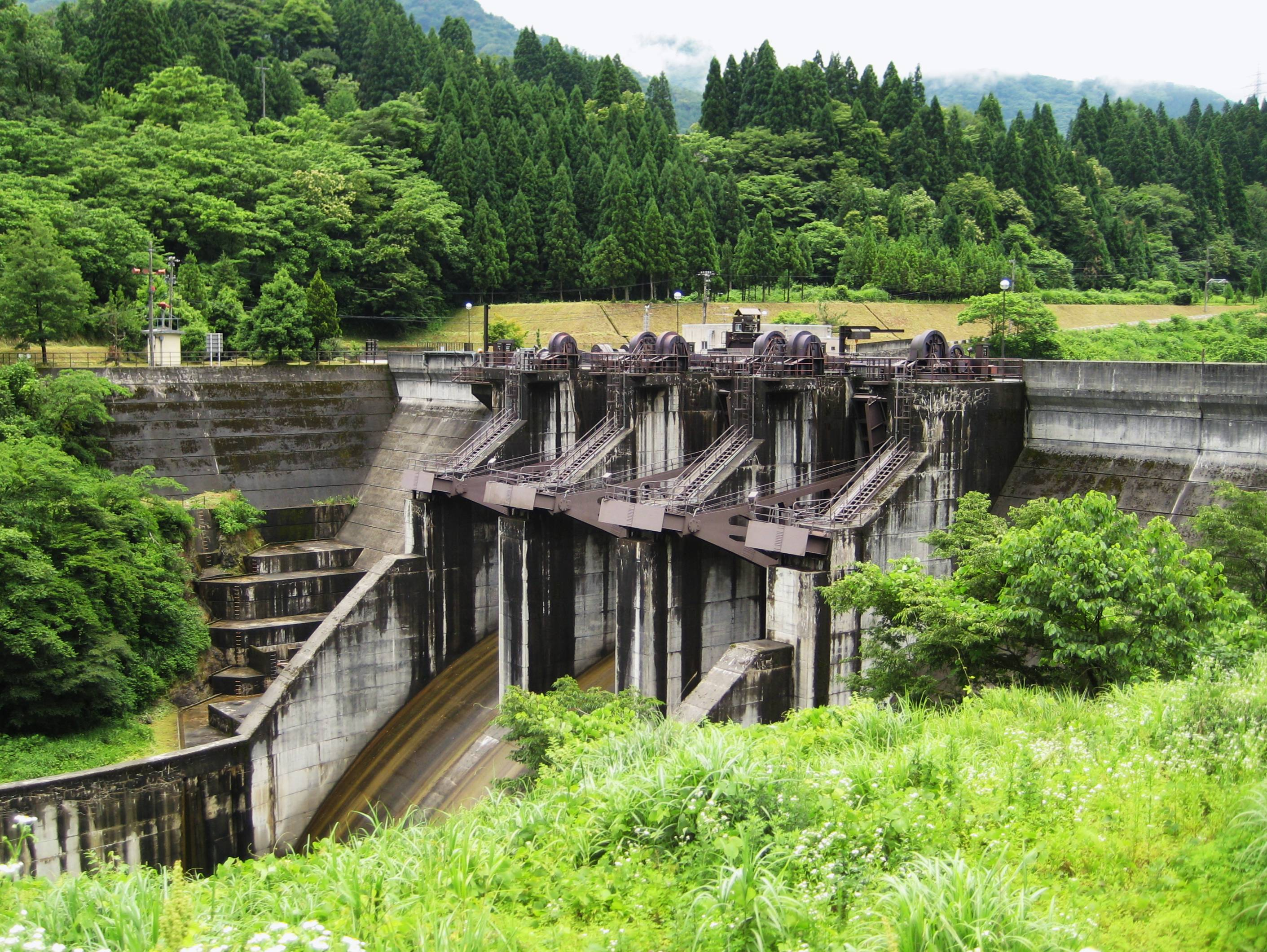
Гребля Тедорігава ІІ

В межах проекту річку перекрили бетонною гравітаційною греблею висотою 38 метрів та довжиною 210 метрів, котра потребувала 64 тис м3 матеріалу. Вона утримує водосховище з площею поверхні 0,18 км2 і об’ємом 2,1 млн м3 (корисний об’єм 1,7 млн м3), в якому припустиме коливання рівня у операційному режимі між позначками 272 та 286 метрів НРМ.
Зі сховища ресурс подається до прокладеного через правобережний масив дериваційного тунелю довжиною 10,2 км з діаметром 5,9 метра, який переходить у напірний водовід довжиною 0,4 км зі спадаючим діаметром від 5,9 до 3,9 метра. Вони доправляють воду до машинного залу, спорудженого в долині правої притоки Тедорі річки Номідані. В системі також працює вирівнювальний резервуар висотою 77 метрів з діаметром 19 метрів.
Основне обладнання станції становить одна турбіна типу Френсіс потужністю 89,2 МВт (номінальна потужність станції рахується як 87 МВт), яка використовує напір у 96 метрів.
Відпрацьована вода  по каналу довжиною 0,1 км з шириною 18 метрів та висотою 15 метрів відводиться до Номідані.